# Немирович Іван Олексійович
Іва́н Олексі́йович Немиро́вич (* 20 лютого 1928, Дніпропетровськ — 17 червня 1986, Київ) — український письменник, поет.

## Біографія
Народився в дніпропетровському передмісті Нижньодніпровськ у родині Номировичів. Ще в школі почав вчитися грі на бандурі. Працював робітником, директором районних будинків культури в Чорнобилі та Броварах, солістом-бандуристом обласної філармонії, директором республіканського Будинку літераторів.
Служив в радянському морському флоті, про що згодом з гумором написав — «Як Комар морякував».
Був артистом Державної заслуженої капели бандуристів України.
Працював у видавництві «Радянський письменник», журналі «Перець». Член Спілки письменників з 1962 р.
Закінчив факультет журналістики Київського університету (1965).
Зробили операцію на серці, після операції у важкому стані перевезли до реанімації, не вийшов із наркозу.

## Творча діяльність
Автор поетичних збірок лірики та гумору:
- «По шляхах-дорогах» — 1956,
- «Дзвени, бандуро!» — 1963,
- «Від щирого серця» — 1980,
- «Як Комар морякував».

Писав вірші для дітей та оповіді про сучасників його, кобзарів-бандуристів. Автор поетичних збірок гумору і сатири «Ой жаль, жаль» −1963, «Справжня посада» — 1964, «Коза на шлагбаумі», «Вагомі аргументи» — 1971, «Ось у чому річ!» — 1972, «Клумба й Тумба» — 1975, «Карапет під бубон» — 1977, «Невдале залицяння» — 1978, "Через фірму, через «Диво» — 1982.
Видано його прозові твори гумору і сатири
- «Агент № 796456» — 1967,
- «Заочний жених» — 1976,
- «А все через неї…» — 1979,
- «Жовті черевики» — 1982.

Написав
- роман «На білому коні» — 1979;
- видано книгу повістей та оповідань «Березневе моє свято» — 1983;
- біографічний нарис «О. Білаш» — 1969;
- поетичні збірки для дітей «Хлопчик Лі Чень і Вовк» — 1963,
- «Цілюща вода» — 1964,
- «Грім — вірний друг» — 1979,
- «Каліфи на годину» — 1984.